# Miltha childrenae
Miltha childrenae is een tweekleppigensoort uit de familie van de Lucinidae. De wetenschappelijke naam van de soort is voor het eerst geldig gepubliceerd in 1824 door Gray.